# Hrabstwo Pickens (Karolina Południowa)
Hrabstwo Pickens (ang. Pickens County) – hrabstwo w stanie Karolina Południowa w Stanach Zjednoczonych.

## Geografia
Według spisu z 2000 roku obszar całkowity hrabstwa obejmuje powierzchnię 512 mil2 (1326,07 km²), z czego  497 mil2 (1287,22 km²) stanowią lądy, a 15 mil2 (38,85 km²) stanowią wody. Według szacunków United States Census Bureau w roku 2012 miało 119 670 mieszkańców. Jego siedzibą administracyjną jest Pickens.

### Miasta
- Arial (CDP)
- Central
- Easley
- Liberty
- Norris
- Pickens
- Six Mile

### Sąsiednie hrabstwa
- Hrabstwo Transylvania, Karolina Północna (północ)
- Hrabstwo Greenville, Karolina Południowa (wschód)
- Hrabstwo Anderson, Karolina Południowa (południe)
- Hrabstwo Oconee, Karolina Południowa (zachód)